# Södra Gäddsjön
Södra Gäddsjön är en sjö i Orsa kommun i Dalarna och ingår i Dalälvens huvudavrinningsområde. Sjön är 6,2 meter djup, har en yta på 0,712 kvadratkilometer och befinner sig 292 meter över havet.

## Delavrinningsområde
Södra Gäddsjön ingår i det delavrinningsområde (681829-145778) som SMHI kallar för Mynnar i Orsälven. Medelhöjden är 295 meter över havet och ytan är 7,89 kvadratkilometer. Räknas de 3 avrinningsområdena uppströms in blir den ackumulerade arean 28,13 kvadratkilometer. Gäddsjöbäcken som avvattnar avrinningsområdet har biflödesordning 3, vilket innebär att vattnet flödar genom totalt 3 vattendrag innan det når havet efter 408 kilometer. Avrinningsområdet består mestadels av skog (44 procent) och sankmarker (23 procent). Avrinningsområdet har 1,46 kvadratkilometer vattenytor vilket ger det en sjöprocent på 18,5 procent.